# Федеральна служба безпеки Російської Федерації
Федера́льна слу́жба безпе́ки Російської Федера́ції, (ФСБ РФ) (рос. Федеральная служба безопасности Российской Федерации) — спецслужба Російської Федерації, правонаступник КДБ.
Згідно з даними Служби безпеки України, ФСБ Росії прямо причетна до військової агресії, тероризму, збройного конфлікту проти України за участі Росії в 2014 році:
|  | Планування, фінансування та реалізація Росією військової агресії на території Луганської та Донецької областей організовується, спрямовується, здійснюється силами, насамперед, Федеральної служби безпеки Російської Федерації, Головного розвідувального управління Збройних Сил Російської Федерації, найманців усіляких видів і сортів з усієї Росії, і в тому числі найманців і з України. При цьому використовуються ті джерела і канали фінансування, які застосовуються злочинними організаціями для закупівлі зброї, з якої розстрілюється мирне населення України[3] |
24 січня 1992 Президент Росії Борис Єльцин підписав Наказ про створення Міністерства Безпеки (МБ) Російської Федерації на ґрунті скасованих АФБ РРФСР та МСБ (про ці спецслужби див. статтю КДБ). 21 грудня 1993 Борис Єльцин підписав Наказ про скасування МБ та про створення Федеральної Служби Контррозвідки (ФСК). 3 квітня 1995 Борис Єльцин підписав Закон «Про органи Федеральної Служби Безпеки в Російської Федерації», за яким ФСБ є правонаступником ФСК.
Федеральний закон «Про органи Федеральної Служби Безпеки в Російської Федерації» визначає такі головні напрями діяльності:
- Контррозвідувальна діяльність (Стаття 9)
- Боротьба проти злочинності (Стаття 10)
- Розвідувальна діяльність (Стаття 11)

ФСБ формально є частиною виконавчої гілки влади Росії та має значний, якщо не вирішальний, вплив на неї.

## Структура. Служби

### 1. Служба контррозвідки (СКР)
- Керівник: генерал армії Олег Володимирович Сиромолотов, заступник — Микола Зайцев
- Департамент контррозвідувальних операцій (ДКРО) — керівник (у статусі першого заступника начальника служби) — Нечаєв М. В. (помер 5.12.07), заступник — А. І. Кулешов
- Управління координації та аналізу контррозвідувальної діяльності (УКАКД) — віце-адмірал Рощупкин Олександр Петрович, колишній керівник А.Ручейков, призначений начальником УФСБ Санкт-Петербурга
- Управління спеціальних заходів
- Управління контррозвідки на об'єктах
- Центр інформаційної безпеки (ЦИБ — 18 центр) — Герасимов А. В., до нього В. В. Скорик, перший заступник Джіоев Г. Я. Центр створено на основі Управління комп'ютерної та інформаційної безпеки департаменту контррозвідки — В. М. Матросов (до нього Борис Миколайович Мірошников, перейшов на роботу в ГУСТМ МВС)
- Оперативне управління ЦИБ
- Департамент військової контррозвідки — генерал-полковник Олександр Безверхний (джерело: Постанова Уряду РФ № 656 від 31.08.02), заступник Володимир Носов, заступник Коренков С. А. (Джерело: Указ Президента від 28.12.2005 № 1550)

### 2. Служба по захисту конституційного ладу та боротьби з тероризмом (СЗКСіБТ)
- Керівник: Олексій Сєдов (до нього А.Брагіна), заступник: генерал-майор Олександр Машкін (пішов у відставку в 2007 році), заступник: Володимир Муратов (колишній шеф УФСБ Дагестану)
- Управління по боротьбі з тероризмом і політичним екстремізмом (УБТПЕ) — Олександр Мальований (джерело) колишній начальник Михайло Білоусов — у вересні 2012 року перейшов на посаду начальника Управління внутрішньої політики Адміністрації президента (джерело: Відомості), перший заступник Сергій Борисович Шуригін (джерело: Постанова Центрвиборчкому від 29.04.2005 № 144/984-4)
- Управління захисту конституційного ладу (УЗКС) — * Антитерористичний центр / Центр спеціального призначення — Олександр Тихонов.
- Управління по боротьбі з міжнародним тероризмом (УБМТ) — Юрій Сапунов
- Організаційно-оперативне управління
- Оперативно-розшукова управління (ОРУ) — … (до 2004 року І. Миронов), перший заступник Євген Колесніков, заступник О.Плотніков

### 3. Науково-технічна служба (НТС)
- Керівник: А. А. Фетисов (джерело: Розпорядження Президента РФ від 26.01.2011 № 41-РП), до нього Микола Клімашин
- Управління спеціального зв'язку УСС НТС (джерело) — начальник Микола Андріанов (джерело), до нього Андрій Іванович Преснов (у ранзі першого заступника начальника НТС) (джерело: Розпорядження Уряду від 12.08.2005 № 1212-р)
- Центр захисту інформації та спеціального зв'язку (8 Центр), колишній Центр безпеки зв'язку ЦБС (колишній ГУБС ФАПСИ) — А. М. Івашко (джерело), до нього Олександр Андреечкін (джерело), перший заступник Олексій Кузьмін (джерело).
- Управління замовлень і постачань озброєнь, військової та спеціальної техніки
- Управління оперативно-технічних заходів (УОТМ) .
- НДІ інформаційних технологій — генерал-майор Кузін Сергій Іванович, заступник Расторгуєв Сергій Павлович
- Науково-дослідний центр — В. Н. Найденко (джерело: Указ Президента РФ від 21.01.2011 N 74), перший заступник Летуновский В. В. (Джерело: Указ Президента від 19.02.2005 № 182)

### 4. Служба економічної безпеки (СЕБ)
- Керівник: Юрій Яковлєв, колишній перший заступник, голова Управління «П» (джерело: Указ Президента № 1615 від 27.12.04), до 13.05.08 генерал армії Олександр Бортніков (до нього Юрій Євгенович Заостровцев), перший заступник — до червня 2008 — Ю. В. Яковлєв
- Управління з контррозвідувального забезпечення підприємств промисловості (Управління «П»)
- Управління з контррозвідувального забезпечення транспорту «Управління Т» — Чернишов Сергій Михайлович, до нього Федоров А. В. (Джерело: Розпорядження Уряду від 18.04.2005 № 431-р)
- Управління з контррозвідувального забезпечення кредитно-фінансової системи (Управління «К») — Віктор Воронін, заступник А. І. Єгоров
- Управління з контррозвідувального забезпечення МВС, МНС, Мін'юсту (Управління «М») — Анатолій Тюков (призначений у грудні 2012), до нього Дорофєєв Олексій Миколайович  — призначений восени 2012 року на посаду начальника УФС по Москві (раніше начальник УФСБ Карелії), призначений у лютому 2010, до нього Володимир Крючков
- Організаційно-аналітичне управління — Юрій Альошин
- Управління по боротьбі з контрабандою та незаконним обігом наркотиків «Управління Н» — Сергій Фоменко (призначений восени 2000 г)
- Адміністративна служба

### 5. Служба оперативної інформації та міжнародних зв'язків (СОІіМС)
(Диверсії і розвідка. Колишня Служба аналізу, прогнозу і стратегічного планування)
- Керівник: Сергій Бесєда
- Департамент оперативної інформації (ДСІ) — Олег Храмов
- Аналітичне управління — перший заступник керівника В. Скворцов
- Управління стратегічного планування
- Відділ відкритої інформації
- Управління міжнародного співробітництва — генерал-лейтенант Кузюра Олексій Федорович, заступник Орлов Михайло Павлович, науковий консультант Гробовий В. А. (Джерело: Розпорядження уряду від 13.03.02 № 291-р)

### 6. Служба організаційно-кадрової роботи (СОКР)
- Керівник: генерал-полковник Е. Н. Ловирев, колишній керівник генерал-майор Євген Соловйов
- Управління спеціальних реєстрацій
- Організаційно-планове управління
- Управління кадрів — начальник генерал-лейтенант Олександр Євгенович Котов (у ранзі заступника керівника Служби), до нього Сергій Мартинов, перший заступник — С. А. Шишкалов

### 7. Служба забезпечення діяльності
- Керівник: генерал-полковник Михайло Васильович Шекіна, до нього генерал-полковник Сергій Шишин, перший заступник Новиков Н. К. (Джерело: Розпорядження Уряду від 23.07.2005 № 1026-р)
- Фінансово-економічне управління
- Управління матеріально-технічного забезпечення (УМТО)
- Управління капітального будівництва — А.Круглов

### Контрольна служба
- Керівник: Юрій Ігнащенко, до нього Олександр Іванович Жданько (призначений аудитором Рахункової Палати)
- Інспекторське управління — перший заступник начальника Сергій Махровскій (джерело), заступник начальника * Керівник: Володимир Крючков, колишній начальник Управління «М» (джерело)
- Управління інформаційного забезпечення оперативно-розшукової діяльності (джерело)
- Контрольно-ревізійне управління

### Прикордонна служба
- Керівник: Володимир Єгорович Пронічев

## Керівники
- Баранников Віктор Павлович (1992–1993) (МБ)
- Голушко Микола Михайлович (1993–1994) (МБ, ФСК)
- Степашин Сергій Вадимович (1994–1995) (ФСК, ФСБ)
- Барсуков Михайло Іванович (1995–1996)
- Ковальов Микола Дмитрович (1996–1998)
- Путін Володимир Володимирович (1998–1999)
- Патрушев Микола Платонович (1999–2008)
- Бортников Олександр Васильович (з 2008)

## Підривна діяльність проти конституційного ладу РФ
На думку багатьох спостерігачів і аналітиків, у тому числі дослідника й історика Юрія Фельштинського, колишніх співробітників ФСБ Олександра Литвиненка, Михайла Трепашкіна, політолога Андрія Піонтковського та багатьох інших — вибухи були організовані ФСБ з такими цілями:
- для залякування безпосередніх політичних конкурентів на посади президента та прем'єр-міністра РФ (блок Євген Примаков—Юрій Лужков);
- згортання інститутів демократичного суспільства та встановлення в країні поліцейського режиму ФСБ,
- підготовка суспільної думки для розгортання війни на придушення національно-визвольних рухів на Північному Кавказі (в першу чергу — ліквідація незалежності Чечні);
- підняття рейтингу маловідомого суспільству Володимира Путіна, який за кілька місяців до цього був призначений офіційним «наступником» президента Бориса Єльцина;
- згуртування суспільства навколо силовиків.[5][6]

Литвиненко в 2006 році був отруєний полонієм у Лондоні. Британська влада підозрює в його вбивстві депутата Держдуми від ЛДПР Андрія Лугового. Політковська також займалася розслідуванням вибухів 1999 року, в 2006-му була застрелена в під'їзді свого будинку.

## Підривна діяльність проти України
Де-юре ФСБ не провадить зовнішню розвідку і не здійснює диверсії на іноземних територіях. За межами Російської Федерації діють Служба зовнішньої розвідки (СЗР) і Головне управління Генерального штабу ЗС РФ (ГРУ). Проте де-факто задокументовані численні випадки протиправної діяльності співробітників і підрозділів ФСБ, принаймні на території сусідніх держав.